# Zimmerit
Zimmerit là một lớp vỏ phủ ngoài dành cho các phương tiện chiến đấu của Đức trong Chiến tranh thế giới thứ hai nhằm mục đích chống lại các loại mìn từ tính, mặc dù Đức cũng thường sử dụng mìn từ tính để chống lại xe tăng với số lượng lớn. Zimmerit được chế tạo bởi một công ty Đức là Chemische Werke Zimmer AG.
Lớp vỏ này có khả năng ngăn chặn hướng tấn công của mìn từ tính với vỏ thép của phương tiện chiến đấu. Nó thường được tăng cường theo kiểu nếp gấp nhấp nhô ở tất cả những phần dày nhất của vỏ thép nhằm làm giảm sức hút của mìn từ tính với các phương tiện, bởi lý do mìn từ tính thường hay tác động vào vùng này do sức nặng và sự rung động do các phương tiện gây nên. Zimmerit có những tính năng tốt trong việc chống mìn từ tính, khả năng của nó đã vượt xa hơn cả những yêu cầu mong đợi.
Zimmerit được  trang bị trên một số loại xe tăng và khu vực gần đỉnh của một số loại pháo tự hành bắt đầu từ tháng 12 năm 1943 đến tháng 9 năm 1944. Thỉnh thoảng nó được trang bị cho cả phần nắp mở của các phương tiện chiến đấu.
Thành phần của zimmerit gồm:
-  40 % Barium sulfate -BaSO4
-  25 % polyvinyl acetate – PVA
-  15 % pigment
-  10 % Zinc sulfide – ZnS
-  10 % sawdust